# Пуатьє
Пуатьє (фр. Poitiers) — місто та муніципалітет у Франції, адміністративний центр регіону Нова Аквітанія та департаменту В'єнна. Населення — 90 240 осіб (01.01.2021).
Муніципалітет розташований на відстані близько 295 км на південний захід від Парижа.

## Географічне розташування і населення
Місто розташоване на вапняковому плато, що зі сходу і півночі омивається річкою Клен, а із заходу — річкою Буавр.
Населення міста становить 91 395 чоловік (2008).

## Клімат
Клімат Пуальє відносять до помірного морського (Cfb за класифікацією Кеппена). Середньорічна температура складає 11,7 °C, кількість опадів - 685.6 мм, які розподілені рівномірно з тенденцією більшого випадіння в холодну пору року.
| Клімат Пуатьє                                                      | Клімат Пуатьє | Клімат Пуатьє | Клімат Пуатьє | Клімат Пуатьє | Клімат Пуатьє | Клімат Пуатьє | Клімат Пуатьє | Клімат Пуатьє | Клімат Пуатьє | Клімат Пуатьє | Клімат Пуатьє | Клімат Пуатьє | Клімат Пуатьє |
| Показник                                                           | Січ.          | Лют.          | Бер.          | Квіт.         | Трав.         | Черв.         | Лип.          | Серп.         | Вер.          | Жовт.         | Лист.         | Груд.         | Рік           |
| Абсолютний максимум, °C                                            | 17,7          | 23,4          | 25,1          | 29,3          | 33,6          | 38,3          | 40,8          | 39,6          | 34,8          | 30,9          | 22,9          | 19,0          | 40,8          |
| Середній максимум, °C                                              | 7,8           | 9,3           | 12,9          | 15,5          | 19,5          | 23,2          | 25,8          | 25,7          | 22,2          | 17,4          | 11,5          | 8,2           | 16,6          |
| Середня температура, °C                                            | 4,7           | 5,3           | 8,0           | 10,2          | 14,0          | 17,3          | 19,6          | 19,4          | 16,3          | 12,8          | 7,8           | 5,1           | 11,7          |
| Середній мінімум, °C                                               | 1,5           | 1,3           | 3,1           | 4,9           | 8,6           | 11,5          | 13,4          | 13,1          | 10,4          | 8,2           | 4,0           | 2,0           | 6,9           |
| Абсолютний мінімум, °C                                             | −17,9         | −17,3         | −13,1         | −5,6          | −2,7          | 0,8           | 1,5           | 0,8           | 0,8           | −6,5          | −10           | −16,5         | −17,9         |
| Середня кількість сонячних годин на місяць                         | 69,7          | 96,1          | 153,8         | 174,6         | 206,5         | 232,9         | 242,7         | 241,8         | 194,2         | 128,8         | 82,6          | 65,2          | 1888,8        |
| Норма опадів, мм                                                   | 61.8          | 46.2          | 47.4          | 56.1          | 62.6          | 51.5          | 50.5          | 41.2          | 51.1          | 75.6          | 72.8          | 68.8          | 685.6         |
| Днів з опадами                                                     | 10,5          | 8,9           | 8,9           | 10,1          | 10,7          | 7,6           | 7,1           | 6,2           | 6,9           | 10,5          | 11,2          | 10,7          | 109,3         |
| Днів зі снігом                                                     | 2,6           | 2,8           | 1,9           | 0,5           | 0             | 0             | 0             | 0             | 0             | 0             | 0,9           | 2,2           | 10,9          |
| Вологість повітря, %                                               | 86            | 82            | 77            | 74            | 75            | 73            | 70            | 72            | 77            | 83            | 87            | 88            | 79            |
| ------------------------------------------------------------------ | ------------- | ------------- | ------------- | ------------- | ------------- | ------------- | ------------- | ------------- | ------------- | ------------- | ------------- | ------------- | ------------- |
| Джерело: Meteo-FranceInfoclimat.fr (відносна вологість, 1961—1990) |               |               |               |               |               |               |               |               |               |               |               |               |               |

## Історія міста
Місто вже існувало за часів Цезаря й згадується в історичних документах, як Lemonum. Святий Іларій охрестив жителів Пуатьє в IV столітті. З того часу збереглися фундаменти Хрестильні Сен-Жан. Місто одержало сучасну назву від кельтського племені піктонів (фр. Pictons).

## Пам'ятки архітектури
У Пуатьє збереглися численні пам'ятки кельтської, римської архітектури, доби Середньовіччя. Старе місто оточене старовинними фортечними мурами, з вежами і 6 брамами.

## Демографія
Динаміка населення (INSEE  і Ldh/EHESS/Cassini . ):
Розподіл населення за віком та статтю (2006):
| Стать | Всього | До 15 років | 15-24  | 25-44  | 45-64 | 65-85 | Понад 85 |
| --- | ------ | ----------- | ------ | ------ | ----- | ----- | -------- |
| Чоловіки | 40 761 | 5794        | 11 284 | 11 259 | 7755  | 4145  | 524      |
| Жінки | 48 016 | 5531        | 13 900 | 11 212 | 9408  | 6534  | 1431     |
| \| Статево-вікова піраміда \| Статево-вікова піраміда \| Статево-вікова піраміда \| \| ----------------------- \| ----------------------- \| ----------------------- \| \| Чоловіки \| Вік \| Жінки \| \| 524 \| 85 + \| 1431 \| \| 758 \| 80-84 \| 1653 \| \| 1020 \| 75-79 \| 1654 \| \| 1200 \| 70-74 \| 1767 \| \| 1167 \| 65-69 \| 1460 \| \| 1420 \| 60-64 \| 1787 \| \| 1943 \| 55-59 \| 2297 \| \| 2243 \| 50-54 \| 2720 \| \| 2149 \| 45-49 \| 2604 \| \| 2120 \| 40-44 \| 2268 \| \| 2228 \| 35-39 \| 2259 \| \| 2794 \| 30-34 \| 2638 \| \| 4117 \| 25-29 \| 4047 \| \| 6982 \| 20-24 \| 8536 \| \| 4302 \| 15-20 \| 5364 \| \| 1781 \| 10-14 \| 1610 \| \| 1767 \| 5-9 \| 1758 \| \| 2246 \| 0-4 \| 2163 \| |        |             |        |        |       |       |          |
| Статево-вікова піраміда |        |             |        |        |       |       |          |
| Чоловіки | Вік    | Жінки       |        |        |       |       |          |
| 524 | 85 +   | 1431        |        |        |       |       |          |
| 758 | 80-84  | 1653        |        |        |       |       |          |
| 1020 | 75-79  | 1654        |        |        |       |       |          |
| 1200 | 70-74  | 1767        |        |        |       |       |          |
| 1167 | 65-69  | 1460        |        |        |       |       |          |
| 1420 | 60-64  | 1787        |        |        |       |       |          |
| 1943 | 55-59  | 2297        |        |        |       |       |          |
| 2243 | 50-54  | 2720        |        |        |       |       |          |
| 2149 | 45-49  | 2604        |        |        |       |       |          |
| 2120 | 40-44  | 2268        |        |        |       |       |          |
| 2228 | 35-39  | 2259        |        |        |       |       |          |
| 2794 | 30-34  | 2638        |        |        |       |       |          |
| 4117 | 25-29  | 4047        |        |        |       |       |          |
| 6982 | 20-24  | 8536        |        |        |       |       |          |
| 4302 | 15-20  | 5364        |        |        |       |       |          |
| 1781 | 10-14  | 1610        |        |        |       |       |          |
| 1767 | 5-9    | 1758        |        |        |       |       |          |
| 2246 | 0-4    | 2163        |        |        |       |       |          |

## Економіка
2010 року серед 63 946 осіб працездатного віку (15—64 років) 40 177 були активними, 23 769 — неактивними (показник активності 62,8%, у 1999 році було 55,6%). З 40 177 активних мешканців працювало 33 748 осіб (16 447 чоловіків та 17 301 жінка), безробітними було 6429 (3297 чоловіків та 3132 жінки). Серед 23 769 неактивних 16 263 особи були учнями чи студентами, 3295 — пенсіонерами, 4211 були неактивними з інших причин.

У 2010 році в муніципалітеті налічувалось 36801 оподатковане домогосподарство, у яких проживали 70209,5 особи, медіана доходів виносила 17 128 євро на одного особоспоживача

## Уродженці
- Вільгельм III Патлатий (915—963) — герцог Аквітанії у 962—963 роках, граф Пуатьє у 935—963 роках (як Вільгельм I), граф Оверні у 950—963 роках (як Вільгельм V)
- Бланш Моньє (1849—1913) — мешканка міста, яку мати таємно утримувала під замком у маленькій кімнаті протягом 25 років.

## Галерея зображень

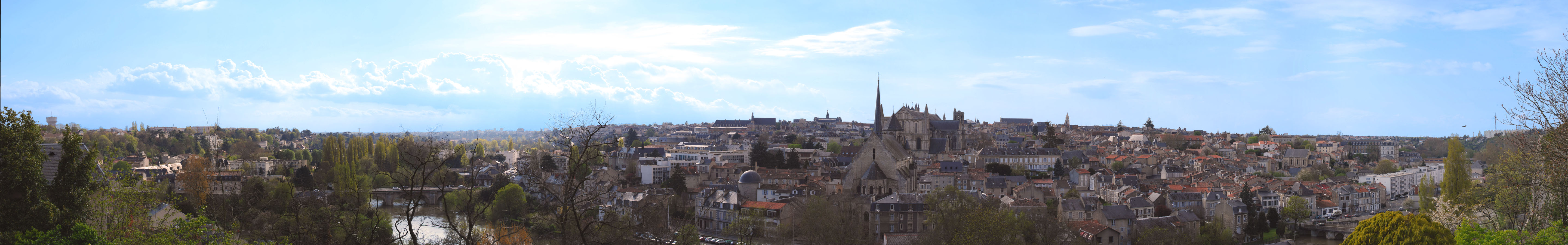
Панорама Пуатьє

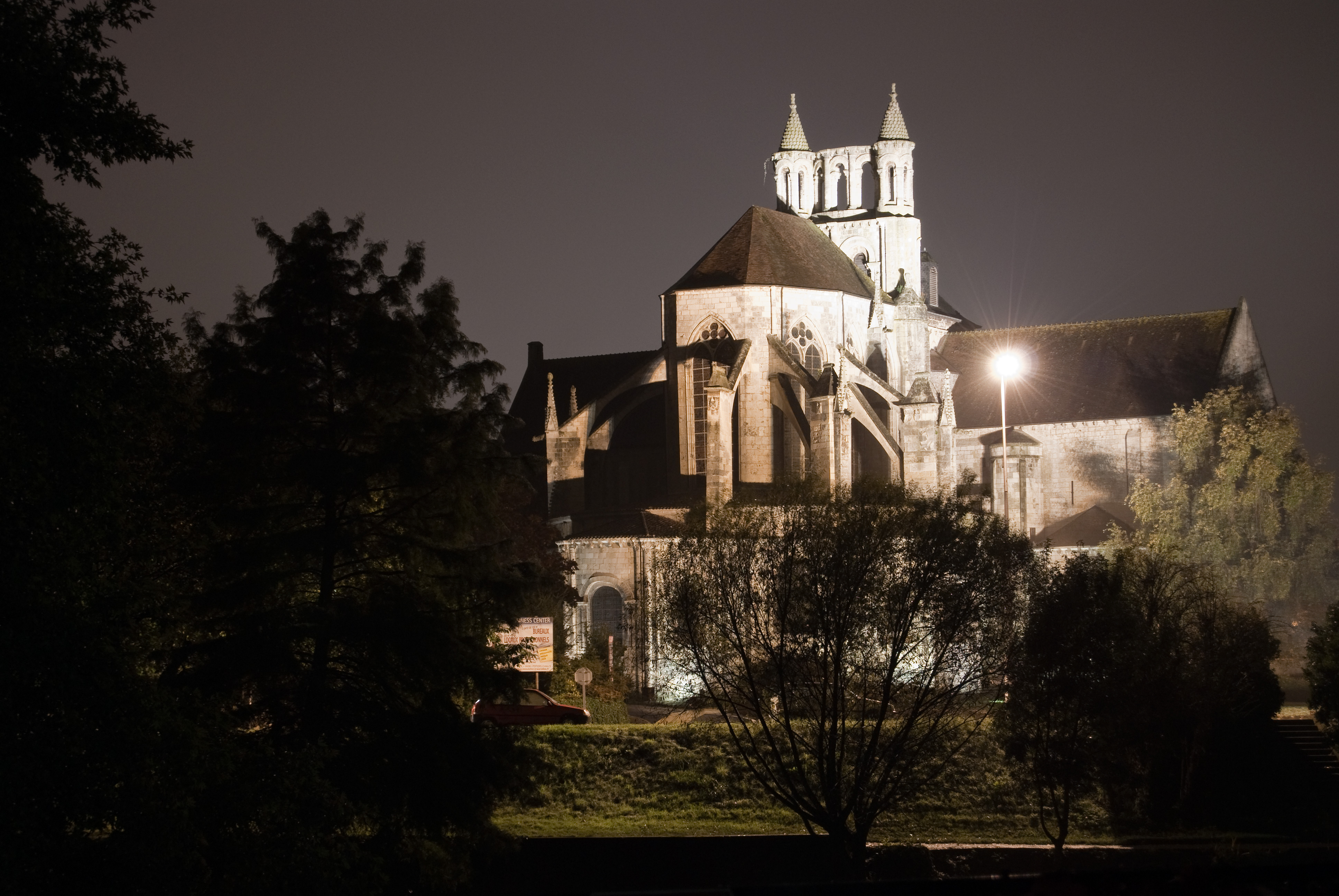
Сен-Жан-де-Монтьєнеф
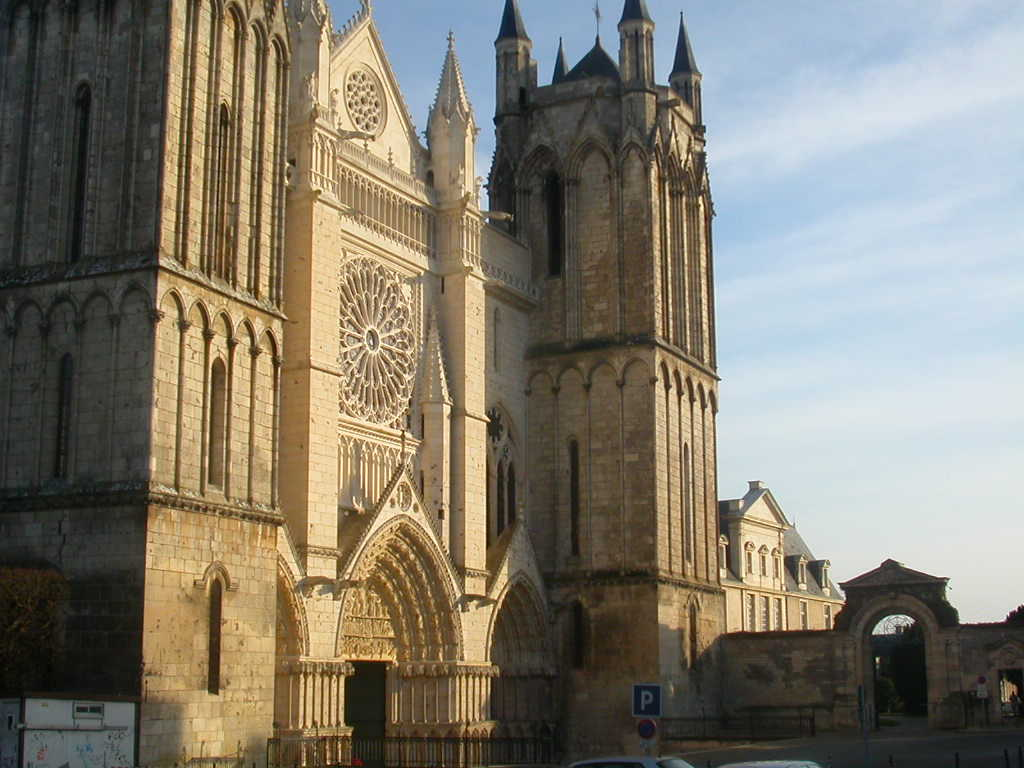
Собор Пуатьє
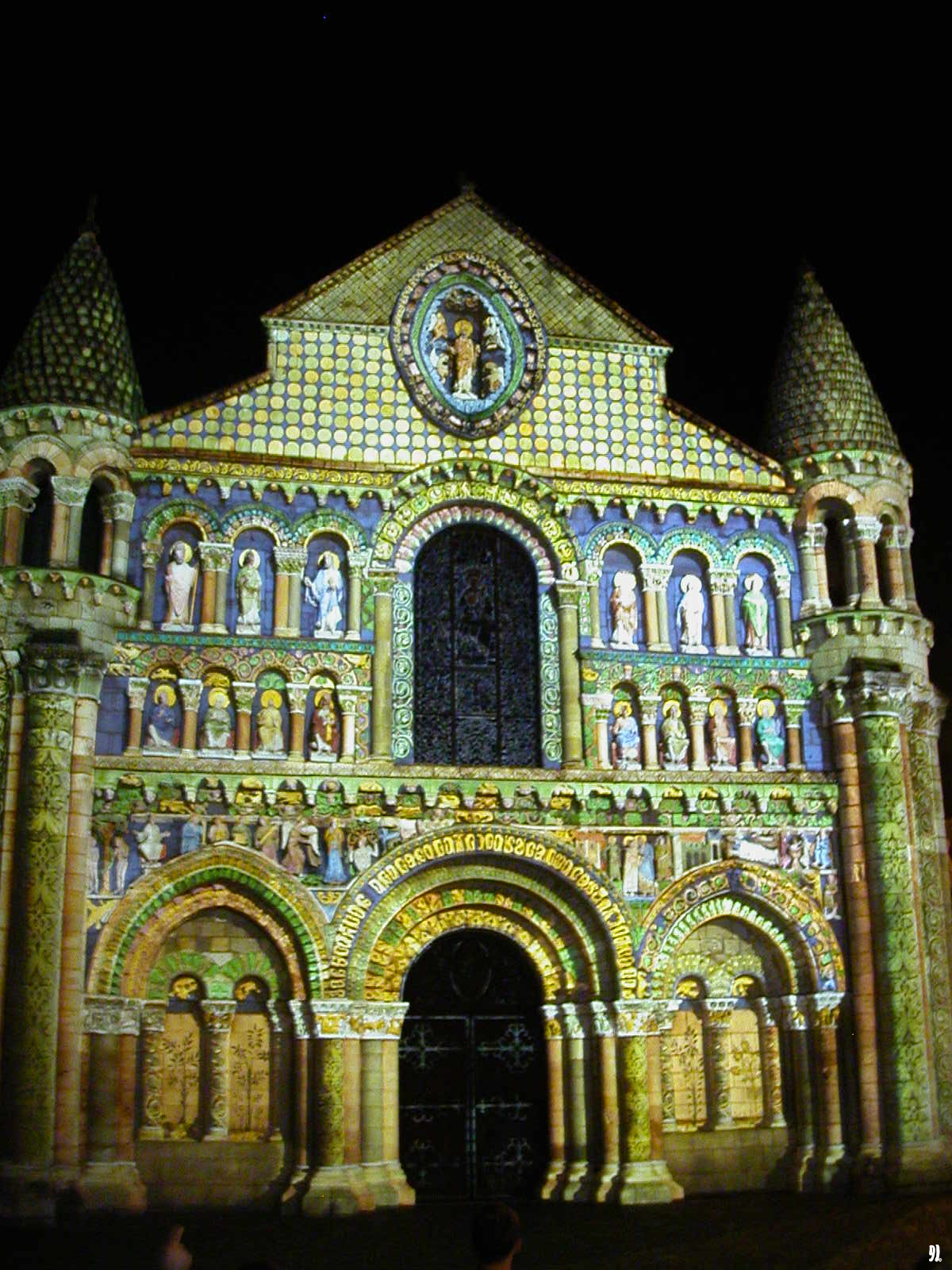
Нотр-Дам-ла-Ґранд
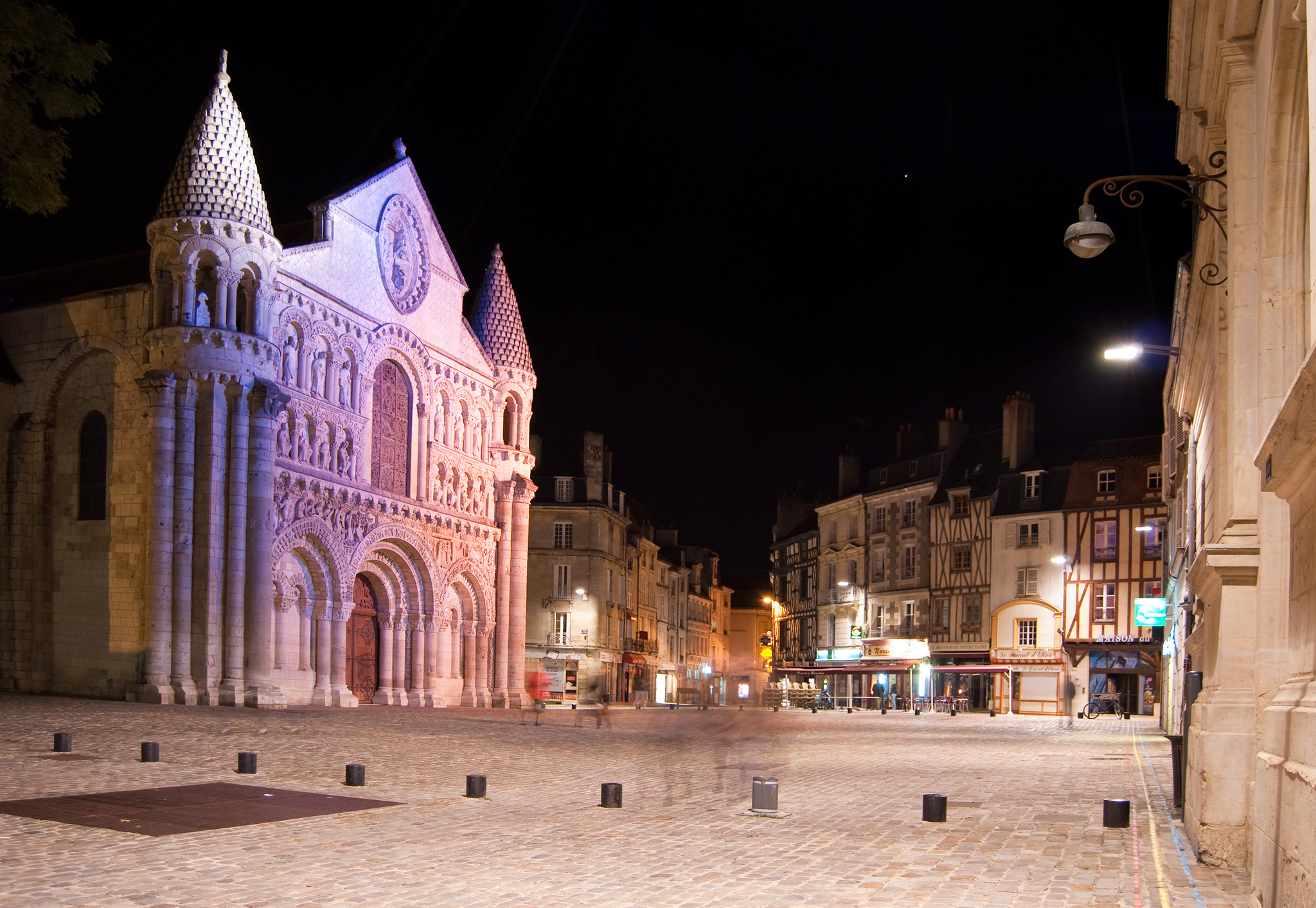
Нотр-Дам-ла-Ґранд і площа Де Ґоля
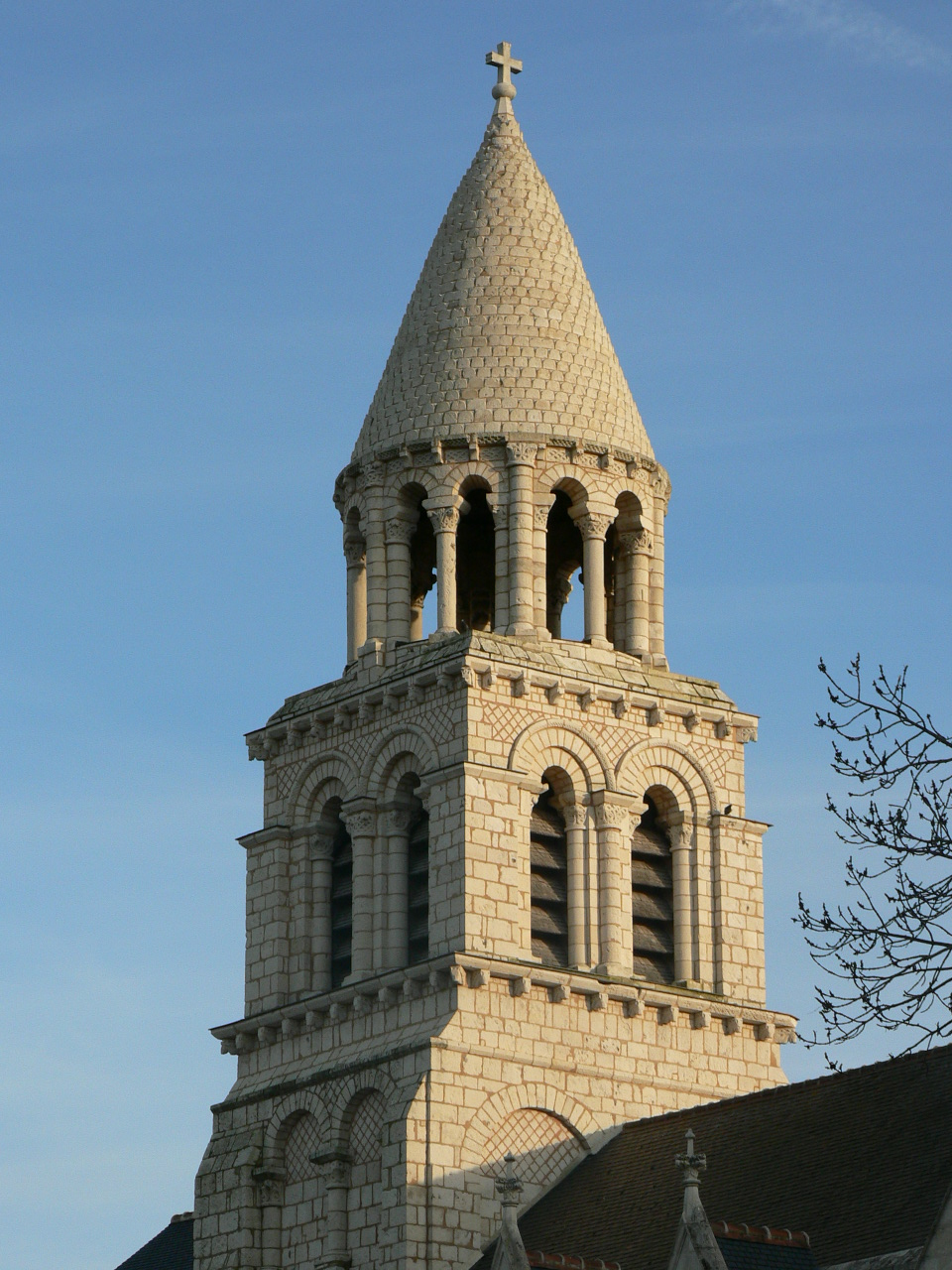
Дзвіниця собору Нотр-Дам-ла-Ґранд
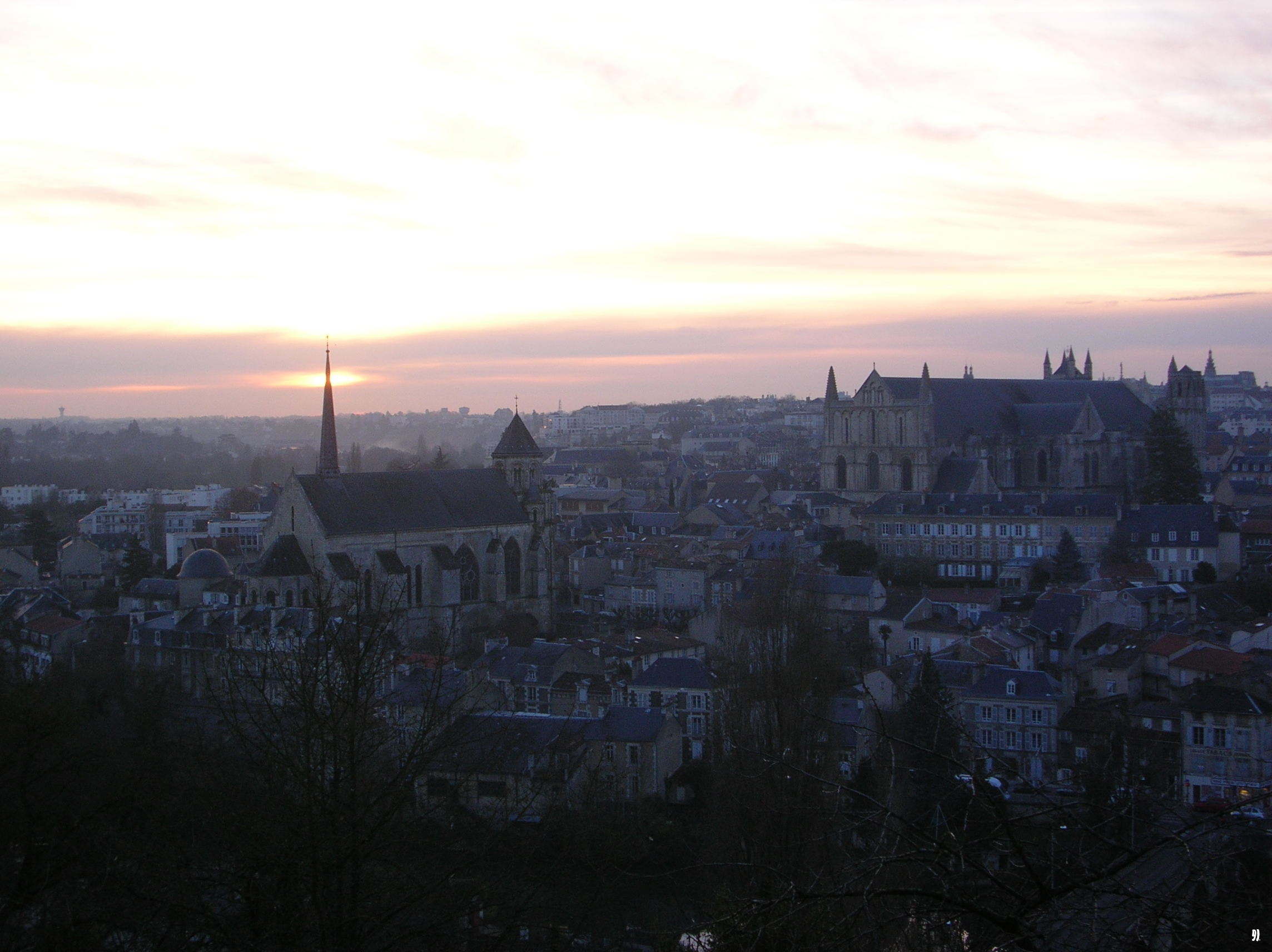
Центр міста
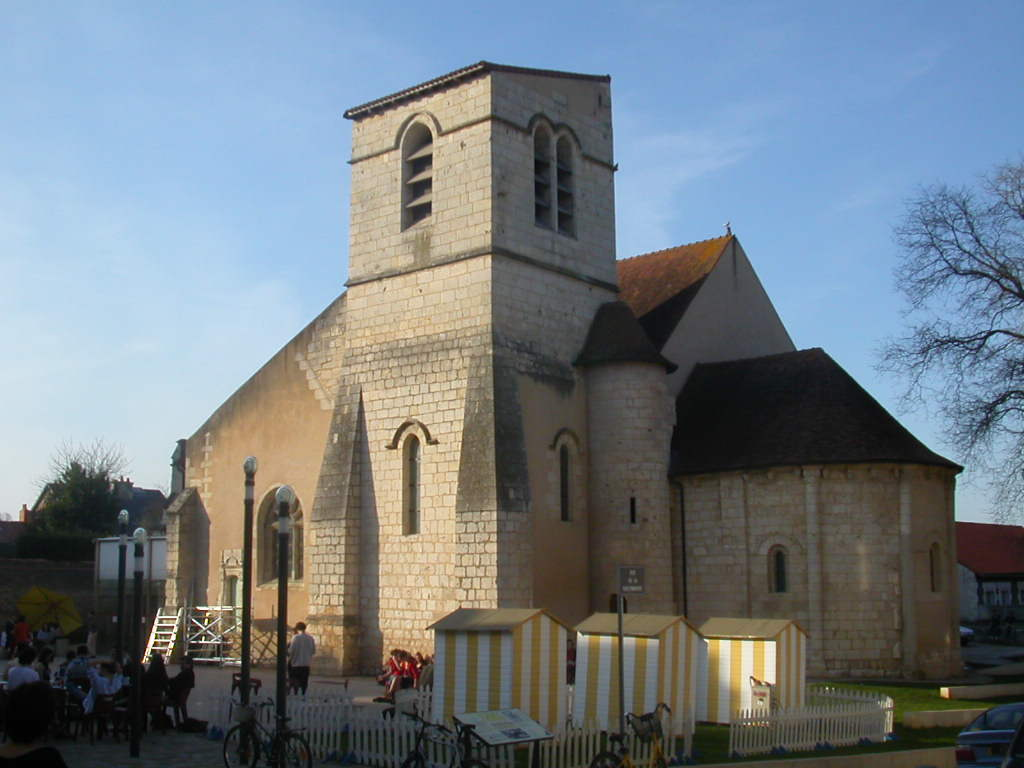
Церква Сен-Жермен
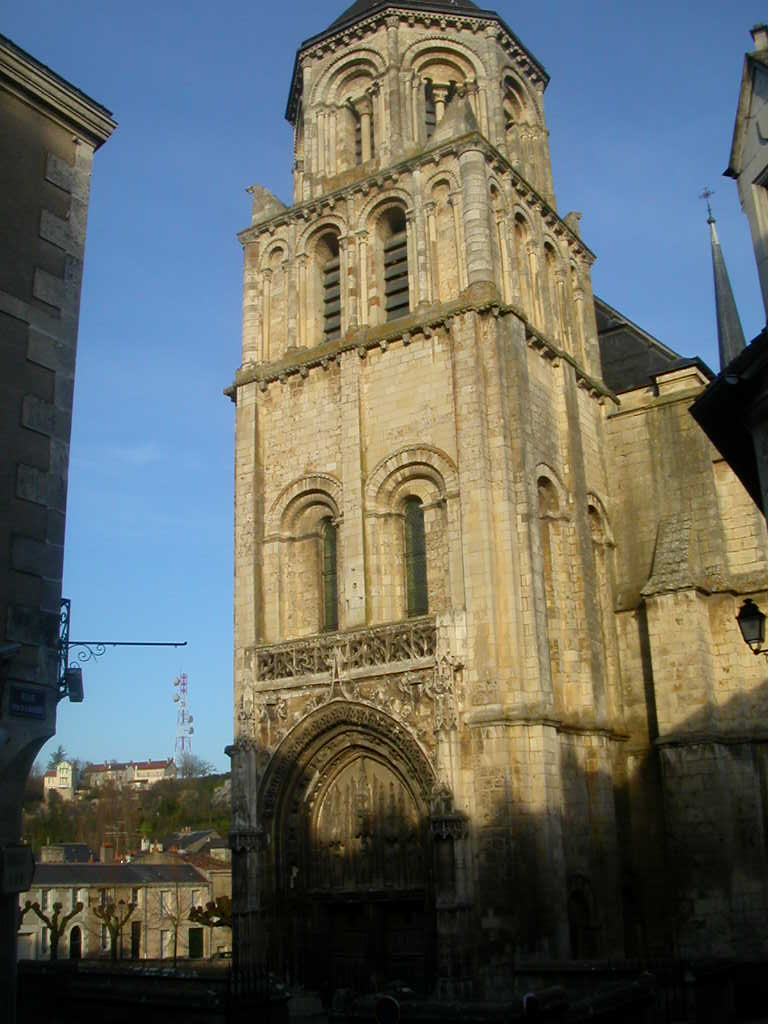
Церква Сент-Радеґонд
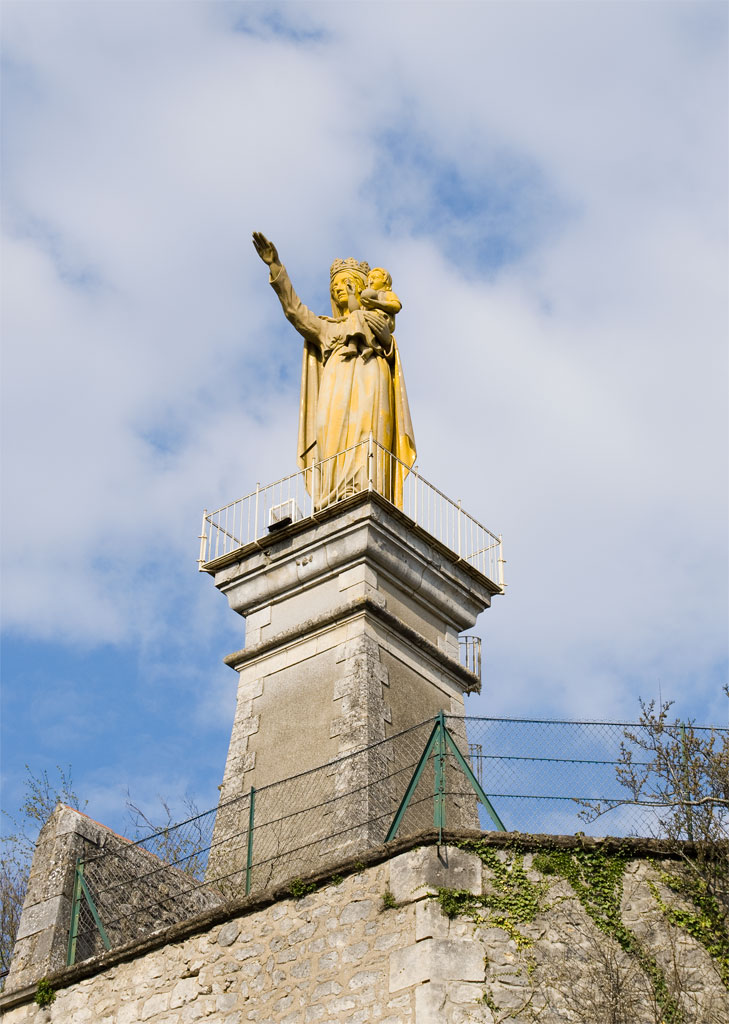
Нотр-Дам-де-Дюн
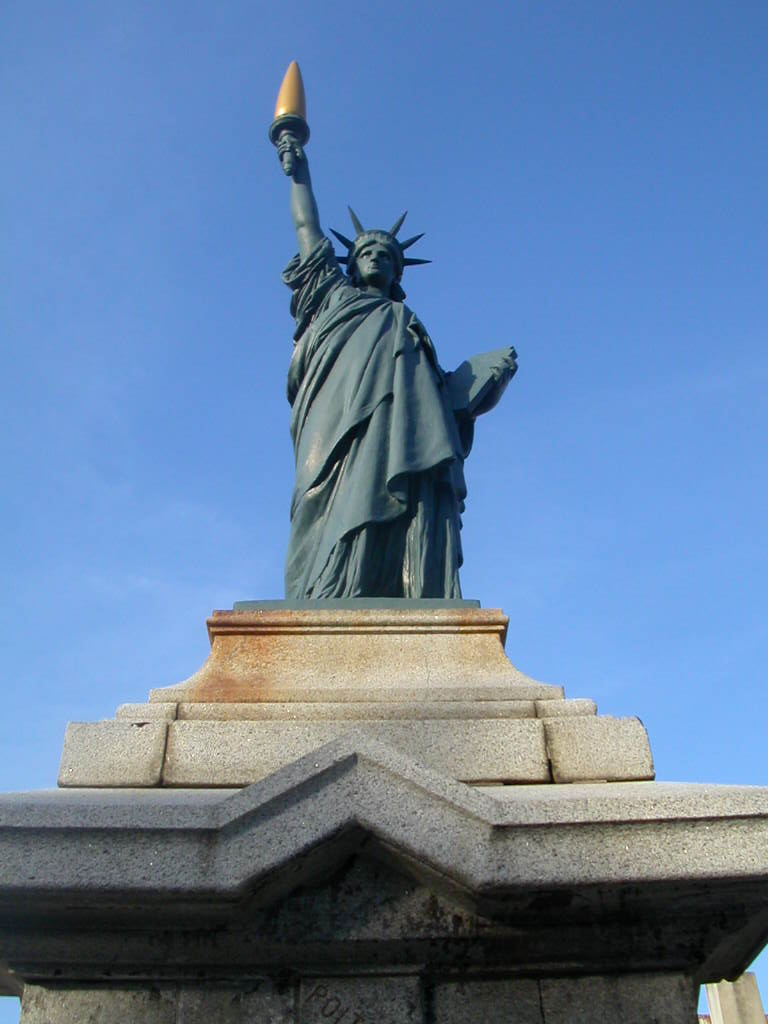
Площа Свободи
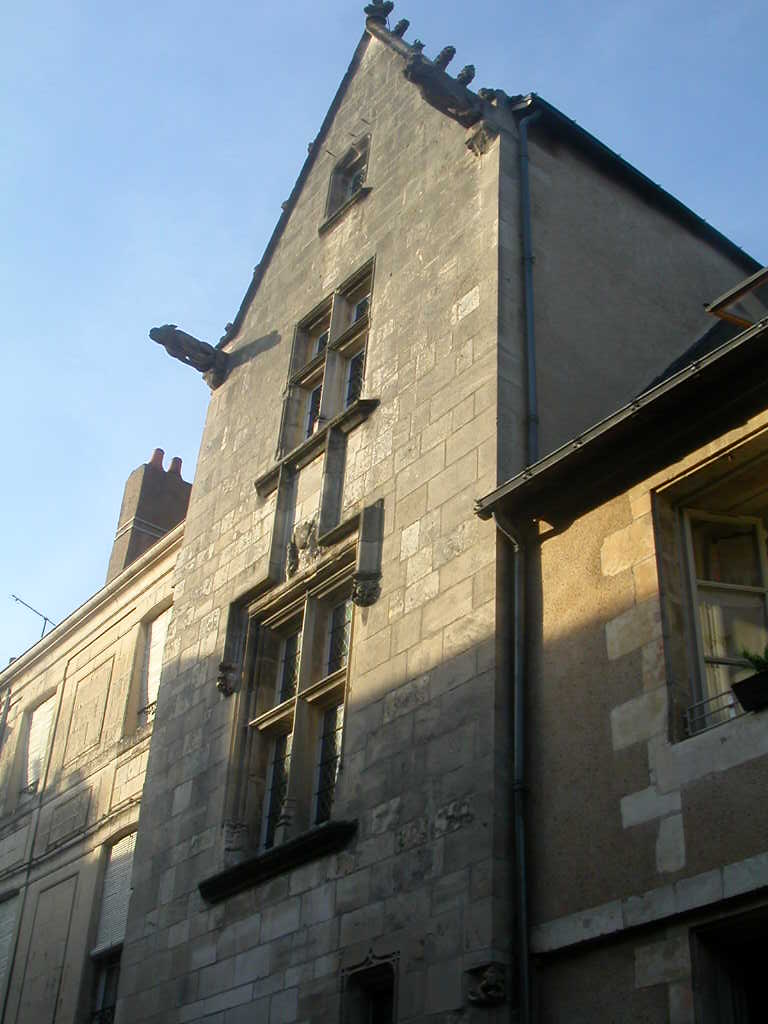
Будинок «з трьох цвяхів» (XV ст.), вулиця Ґранд-рю
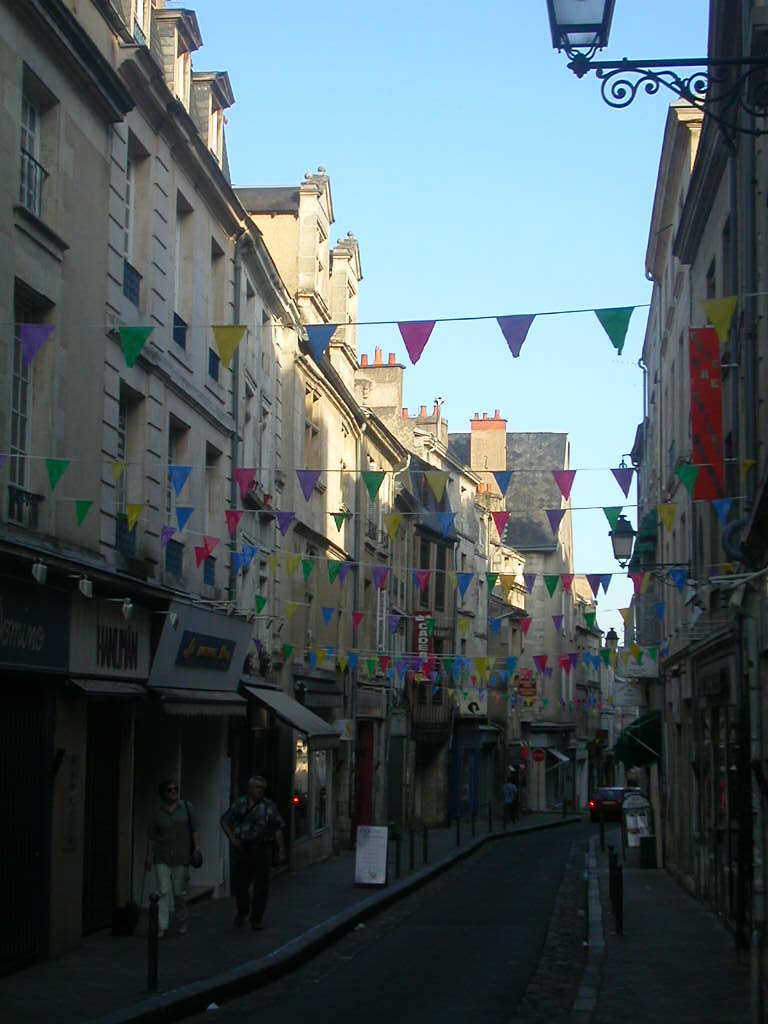
вулиця Ґранд-рю
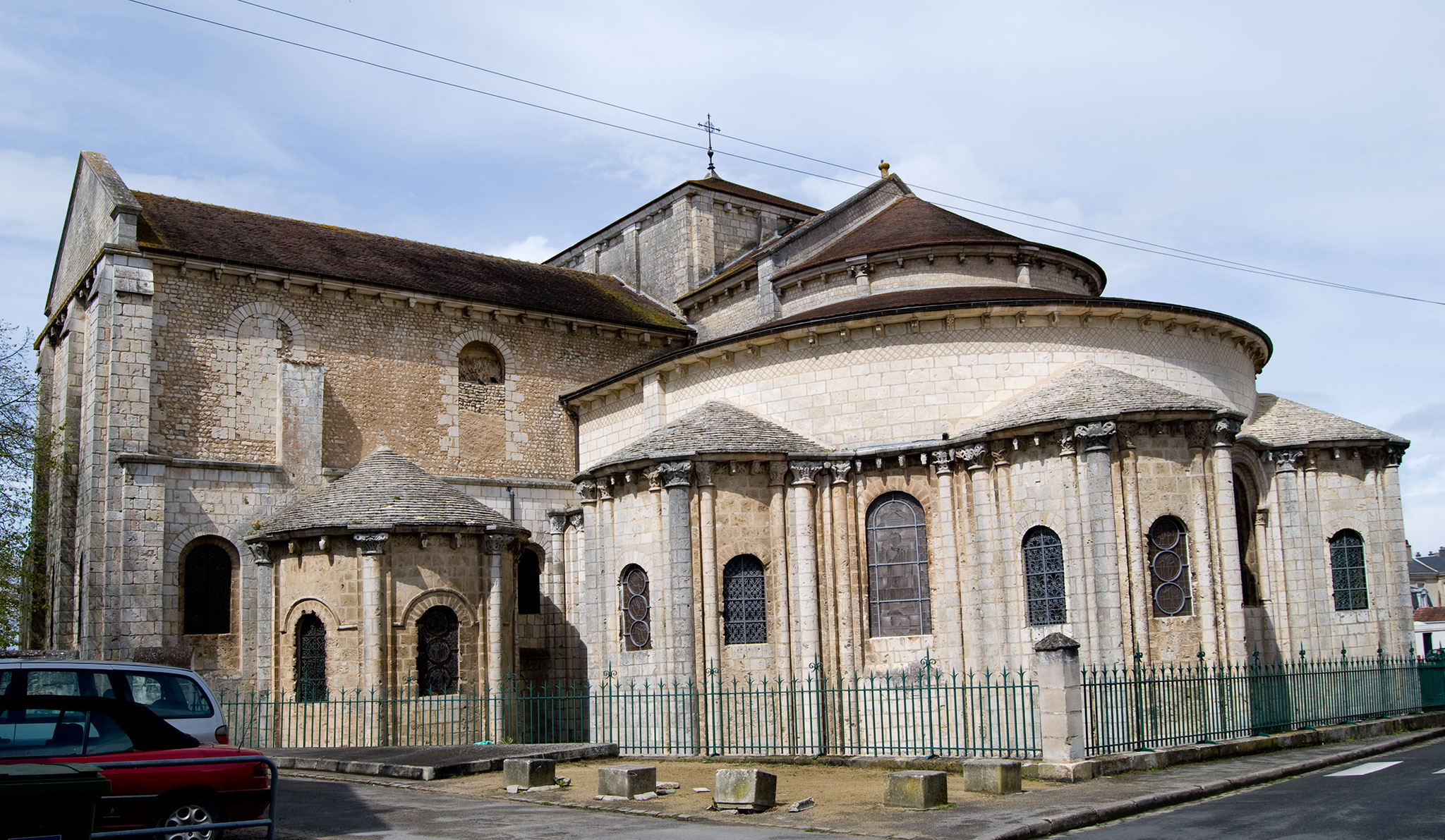
Церква Сен-Ілер
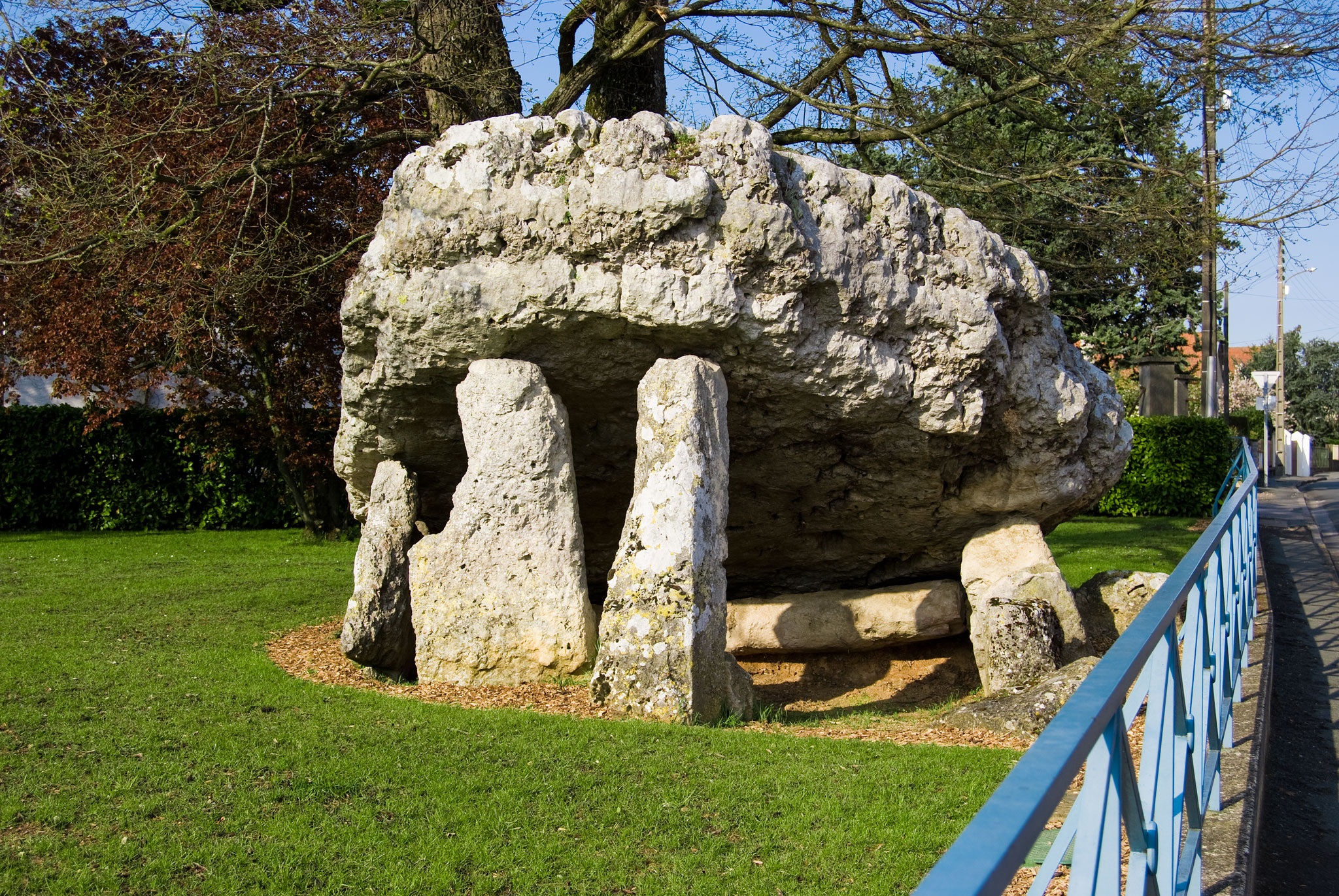
Дольмен «Pierre Levée»